# LXDE
LXDE és un entorn d'escriptori per a sistemes operatius del tipus Unix sota una tecnologia denominada X-Window. El seu nom (en anglès) significa «Entorn d'Escriptori Lleuger per a X11».
LXDE està dissenyat per treballar en ordinadors antics, ultraportàtils o que senzillament estiguin limitats quant a potència, ja que ocupa menys espai que GNOME, KDE i Xfce, a més d'utilitzar menys recursos.
LXDE es pot utilitzar amb moltes distribucions com Ubuntu, Debian, Mandriva i, més recentment, Fedora i openSUSE; també és l'entorn d'escriptori predeterminat de Knoppix, Lubuntu i U-lite.

## Història
El projecte va començar l'any 2006 per un programador Taiwanès anomenat Hong Jen Yee, també conegut com a PCMan un cop va publicar el gestor de fitxers PCMan, el primer mòdul de l'LXDE.
LXDE està escrit en el llenguatge de programació C, fent servir el joc d'eines GTK+, i funciona sota sistemes Unix i altres plataformes POSIX, com Linux i BSD. GTK+ s'utilitza normalment en moltes Distribucions linux i permet que les aplicacions que l'utilitzin funcionin en diverses plataformes. LXDE utilitza una versió «rolling» per als components individuals (o grups de components amb similars dependències). L'LXDE inclou codi llicenciat sota la GPL així com sota la LGPL.